# Спараговићи
Спараговићи су насељено место у саставу општине Стон, Дубровачко-неретванска жупанија, Република Хрватска.

## Географски положај
Спараговићи се налазе у континенталном делу полуострва Пељешца, на главном путу који повезује места на Пељешцу од Стона до Ловишта, а између насеља Бољеновићи и Забрђе.
Становници се баве пољопривредом, маслинарством и виноградарством.

## Историја
До територијалне реорганизације у Хрватској налазили су се у саставу старе општине Дубровник.

## Становништво
На попису становништва 2011. године, Спараговићи су имали 114 становника.
| Број становника по пописима | Број становника по пописима | Број становника по пописима | Број становника по пописима | Број становника по пописима | Број становника по пописима | Број становника по пописима | Број становника по пописима | Број становника по пописима | Број становника по пописима | Број становника по пописима | Број становника по пописима | Број становника по пописима | Број становника по пописима | Број становника по пописима | Број становника по пописима |
| --------------------------- | --------------------------- | --------------------------- | --------------------------- | --------------------------- | --------------------------- | --------------------------- | --------------------------- | --------------------------- | --------------------------- | --------------------------- | --------------------------- | --------------------------- | --------------------------- | --------------------------- | --------------------------- |
| 1857                        | 1869                        | 1880                        | 1890                        | 1900                        | 1910                        | 1921                        | 1931                        | 1948                        | 1953                        | 1961                        | 1971                        | 1981                        | 1991                        | 2001                        | 2011                        |
| 289                         | 270                         | 289                         | 267                         | 326                         | 288                         | 267                         | 253                         | 248                         | 243                         | 217                         | 222                         | 178                         | 160                         | 105                         | 114                         |

Напомена: У 1857, 1890, 1900. и 1948. исказано под именом Спараговић. Од 1890. до 1971. садржи податке за бивше насеље Марићи које је 1900. и 1910. те од 1948. до 1971. исказивано као насеље.

### Попис1991.
На попису становништва 1991. године, насељено место Спараговићи је имало 151 становника, следећег националног састава:
| Попис 1991.‍ | Попис 1991.‍ | Попис 1991.‍ | Попис 1991.‍ | Попис 1991.‍ |
| ----------- | ----------- | ----------- | ----------- | ----------- |
|             |             |             |             |             |
| Хрвати      | Хрвати      |             | 146         | 96,68%      |
| непознато   | непознато   |             | 5           | 3,31%       |
| укупно: 151 |             |             |             |             |